# Ruth Wisse
Ruth R. Wisse (născută Roskies; n. 13 mai 1936, Cernăuți, România) este o profesoară de literatură idiș și de literatură comparată la Universitatea Harvard.
Ea este sora lui David Roskies, profesor de limba idiș și de literatură evreiască la Seminarul Teologic Evreiesc.

## Cariera
Ruth Roskies s-a născut într-o familie evreiască din Cernăuți, care făcea parte atunci din România, iar astăzi se află în Ucraina. Familia ei, formată pe atunci din părinții Leo și Masha Roskies și din doi copii (Ruth și fratele ei mai mare), a emigrat în Canada în 1940, iar casa lor din Montreal a devenit un salon frecventat de scriitorii, actorii și artiștii vorbitori de idiș.
Ruth a crescut la Montreal, Canada și a obținut un doctorat la Universitatea McGill în 1969. Ca profesor, Wisse a predat la universitățile McGill, Stanford, New York, Universitatea Ebraică din Ierusalim și Universitatea din Tel Aviv. În timp ce preda la McGill a pus bazele unui program de masterat în studii iudaice."
Potrivit unui critic, opera lui Wisse este caracterizată „prin claritatea înțelegerii ei, prin refuzul ei de a se retrage dintr-o dispută și prin neputința de a-i nega strălucirea chiar și a celor care nu sunt de acord cu ea”. Ea a obținut în 2007 Medalia Națională pentru Științe Umaniste. Motivația acordării premiului a fost „erudiția și activitatea didactică care au scos în evidență tradițiile literare evreiești. Scrierile ei profunde au îmbogățit înțelegerea noastră a literaturii idiș și a culturii evreiești din lumea modernă”.
Ea este membru al Consiliului Editorial al Jewish Review of Books și un colaborator frecvent la Commentary. A dedicat ultima sa carte, Jews and Power, editorului ei, Neal Kozodoy.

## Opinii politice
În eseuri și în cărți, precum If I Am Not for Myself: The Liberal Betrayal of the Jews (1992) și Jews and Power (2008), Wisse a urmărit o linie neoconservatoare dură în chestiunile sociale și politice. Ea le-a înfuriat pe feministe, argumentând în favoarea căsătoriei tradiționale și a rolurilor gospodărești tradiționale, a condamnat participarea evreilor în organizațiile politice comuniste și a subliniat vina evreilor pentru crimele săvârșite de comuniști. Criticarea de către Wisse a mișcării de eliberare a femeilor ca o formă de neomarxism a fost citată extensiv de criticii politicilor feministe radicale. Ea a scris:
„Emanciparea femeii, dacă nu cea mai extremistă, atunci cu siguranță cea mai influentă mișcare neomarxistă din America, a făcut economiei americane ceea ce a făcut  comunismul economiei rusești, iar cea mai mare parte a distrugerii este ireversibilă. Definind relațiile dintre bărbați și femei în termeni de putere și concurență, în loc de reciprocitate și cooperare, mișcarea s-a distanțat de contractul de bază cel mai fragil din societatea umană, unitatea, din care își trag forța toate celelalte instituții sociale.”
„Mai ales”, potrivit unui profil realizat în mai 2014 în Jewish Daily Forward, Wisse a fost „una dintre cele mai puternice voci conservatoare în sprijinul Israelului, argumentând că criticarea statului repetă obiceiurile înrădăcinate ale adaptabilității și autoculpabilizării evreiești”. Ea nu vede nici o echivalență între motivațiile morale ale părților arabă și israeliană în conflictul din Orientul Mijlociu:
„Nu există un conflict arabo-israelian,... există un război al arabilor împotriva dreptului poporului israelian la un stat.”
Wisse a fost criticată pentru că a scris că „palestinienii sunt oameni care își hrănesc, își storc și își promovează suferința” în revista Commentary în 1988. Potrivit lui Alexander Cockburn, Wisse este deranjată de „căderile nervoase” ale intelectualilor evrei americani și de „sensibilitatea lor față de împușcăturile și de bătăile primite de păstori”. În urma protestelor și a deciziei Universității Harvard de a anula discursul lui Marty Peretz, ca urmare a faptului că Peretz a scris că „viața musulmanilor este ieftină, mai ales pentru alți musulmani”, Wisse a condamnat „gândirea de grup” de la Harvard și l-a apărat pe Peretz, spunând că „a dori ca musulmanii să condamne violența existentă în mijlocul lor nu este bigotism, ci liberalism”. Wisse este membru al Consiliului Consultativ Internațional al NGO Monitor.

## Cărți
- The Shlemiel as a Modern Hero
- If I Am Not For Myself: The Liberal Betrayal of the Jews
- The Modern Jewish Canon: A Journey Through Language and Culture
- Jews and Power
- No Joke: Making Jewish Humor

### Cărți editate
- Shtetl, and Other Yiddish Novellas
- The Penguin Book Of Modern Yiddish Verse (împreună cu Irving Howe)
- The Best Of Sholem Aleichem
- The I.L. Peretz Reader

### Traduceri
- The I.L. Peretz Reader, by Isaac Loeb Peretz
- The Well, de Chaim Grade; titlu original: Der brunem